# Лугове (Теренкольський район)
Лугове́ (каз. Луговое) — село у складі Теренкольського району Павлодарської області Казахстану. Входить до складу Берегового сільського округу.
Населення — 34 особи (2021; 59 у 2009, 105 у 1999, 198 у 1989).
Національний склад станом на 1989 рік:
- росіяни — 45 %;
- німці — 32 %.